# Gizem Giraygil
Gizem Giraygil (Ankara, 8 maggio 1986) è una pallavolista turca.
Gioca nel ruolo di palleggiatrice nel İdman Ocağı Spor Kulübü.

## Carriera
La carriera di Gizem Giraygil inizia nella stagione 2003-04, quando diciassettenne fa il suo esordio nella Voleybol 1. Ligi con la maglia dell'Emlak-Toplu Konut İdaresi Spor Kulübü, club nel quale torna a giocare nella stagione 2006-07, dopo una parentesi di due campionati all'İller Bankası Gençlik ve Spor Kulübü. In seguito cambia maglia ogni stagione, giocando rispettivamente per il Fenerbahçe Spor Kulübü, il Gazi Üniversitesi Anadolu Voleybol İhtisas Kulübü e l'Ereğli Belediye Spor Kulübü, prima di approdare nel campionato 2010-11 al Makina Kimya Endüstrisi Ankaragücü Spor Kulübü, al quale resta legata anche per alcuni mesi della stagione seguente, prima di trasferirsi al Beşiktaş Jimnastik Kulübü.
Dopo una stagione nella serie cadetta turca con la maglia del Karşıyaka Spor Kulübü, nel campionato 2013-14 gioca per la prima volta all'estero, ingaggiata nella Superliqa azera dalla Lokomotiv Bakı Voleybol Klubu; tuttavia lascia la squadra nel novembre 2013, per tornare a giocare nella Voleybol 2. Ligi turca con l'İdman Ocağı Spor Kulübü, centrando la promozione nella massima serie, che però torna a disputare nel campionato seguente con la maglia del Nilüfer Belediye Spor Kulübü.
Nel campionato 2015-16 ritorna a vestire la maglio dell'İdman Ocağı Spor Kulübü.